# 四不青年
四不青年是中华人民共和国网络流行语，意为不戀愛、不結婚、不買樓、不生子。

## 简介
2023年3月起，四不青年一词开始在內地網絡流行。分析认为，2022年在疫情衝擊下，中國結婚率降至37年新低，青年失業率超過兩成，都造成该词流行。 中国共青團廣州市委曾開展一項涉及15000名大学生和在职青年的調查，其中符合四不青年者约占一成，引发社会关注。
与四不青年类似，另一个形容青年生存状态的网络流行语是“卷躺润献”。该词融合了四个流行词。“卷”就是内卷。“躺”就是躺平。“润”就是润学。“献”指无差别地袭击别人，以宣泄心中怨恨感。
劉元春警告：“青年失業問題不單是一個周期性的問題，而是系統性的問題、趨勢性的問題。 我們判斷，今後青年失業難題可能會持續10年，短期內會不斷加劇。倘若處理不當，將會引發經濟領域之外的其他社會問題，甚至成為政治問題的導火索。”